# Rochefort-sur-la-Côte
Rochefort-sur-la-Côte är en kommun i departementet Haute-Marne i regionen Grand Est (tidigare regionen Champagne-Ardenne) i nordöstra Frankrike. Kommunen ligger i kantonen Andelot-Blancheville som tillhör arrondissementet Chaumont. År 2022 hade Rochefort-sur-la-Côte 65 invånare.

## Befolkningsutveckling
Antalet invånare i kommunen Rochefort-sur-la-Côte
| Referens: INSEE |